# Fase clasificatoria de la Copa Billie Jean King 2025
La Fase clasificatoria de la Copa Billie Jean King 2025 se jugó del 10 al 13 de abril. Las seis ganadoras de esta ronda, se clasificaron para las Finales de la Copa Billie Jean King 2025.

## Equipos
Formato: Todos contra todos - 6 grupos de 3 equipos
Estos dieciocho equipos serán:
- 11 equipos de las Finales de la Copa Billie Jean King 2024.
- 7 equipos ganadores de los Play-Offs de la Copa Billie Jean King 2024. (China, como anfitrión, se clasificó automáticamente para la final)

Los seis equipos ganadores de la ronda de clasificación jugarán en la final y los equipos perdedores jugarán en los play-offs de 2025.
#: Clasificación de las Naciones al 3 de diciembre de 2024:
| Equipos de las finales 1. Canadá (#2) 2. República Checa (#3) 3. Eslovaquia (#4) 4. Australia (#5) 5. Polonia (#6) 6. Gran Bretaña (#7) 7. Estados Unidos (#9) 8. España (#10) 9. Alemania (#11) 10. Rumanía (#13) 11. Japón (#14) | Equipos de los play-offs - Suiza (#8) - Kazajistán (#12) - Países Bajos (#17) - Ucrania (#19) - Brasil (#20) - Colombia (#24) - Dinamarca (#27) |

|  | Clasificadas para las Finales 2025 |
|  | Van a los Play-offs 2025           |

| Grupos | Equipos 1      | Equipos 1 | Equipos 1 | Equipos 2           | Equipos 2 | Equipos 2 | Equipos 3   | Equipos 3 | Equipos 3 |
| Grupos | Países         | G         | P         | Países              | G         | P         | Países      | G         | P         |
| ------ | -------------- | --------- | --------- | ------------------- | --------- | --------- | ----------- | --------- | --------- |
| A      | Japón (L)      | 2         | 0         | Canadá              | 1         | 1         | Rumanía     | 0         | 2         |
| B      | España         | 2         | 0         | República Checa (L) | 1         | 1         | Brasil      | 0         | 2         |
| C      | Estados Unidos | 2         | 0         | Eslovaquia (L)      | 1         | 1         | Dinamarca   | 0         | 2         |
| D      | Kazajistán     | 2         | 0         | Australia (L)       | 1         | 1         | Colombia    | 0         | 2         |
| E      | Ucrania        | 2         | 0         | Suiza               | 1         | 1         | Polonia (L) | 1         | 1         |
| F      | Gran Bretaña   | 2         | 0         | Países Bajos (L)    | 1         | 1         | Alemania    | 0         | 2         |

### Grupo A

#### Canadá vs. Rumanía
| | Bandera de Canadá            | Canadá | 3 | 0 | Rumanía | Bandera de Rumania |
| --- | ---------------------------- | ------ | - | - | ------- | ------------------ |
| Ariake Coliseum, Tokio, Japón 11 de abril de 2025 Dura (bajo techo) |                              |        |   |   |         |                    |
| \| 1 \| Victoria Mboko \| 6 \| 6 \| \| \| 1 \| Miriam Bulgaru \| 1 \| 4 \| \| \| 2 \| Marina Stakusic \| 6 \| 6 \| \| \| 2 \| Anca Todoni \| 4 \| 3 \| \| \| 3 \| Kayla Cross / Rebecca Marino \| 6 \| 6 \| \| \| 3 \| Georgia Crăciun / Mara Gae \| 2 \| 4 \| \| |                              |        |   |   |         |                    |
| 1 | Victoria Mboko               | 6      | 6 |   |         |                    |
| 1 | Miriam Bulgaru               | 1      | 4 |   |         |                    |
| 2 | Marina Stakusic              | 6      | 6 |   |         |                    |
| 2 | Anca Todoni                  | 4      | 3 |   |         |                    |
| 3 | Kayla Cross / Rebecca Marino | 6      | 6 |   |         |                    |
| 3 | Georgia Crăciun / Mara Gae   | 2      | 4 |   |         |                    |

#### Rumanía vs. Japón
| | Bandera de Rumania        | Rumanía | 0  | 3 | Japón | Bandera de Japón |
| --- | ------------------------- | ------- | -- | - | ----- | ---------------- |
| Ariake Coliseum, Tokio, Japón 12 de abril de 2025 Dura (bajo techo) |                           |         |    |   |       |                  |
| \| 1 \| Miriam Bulgaru \| 5 \| 2 \| \| \| 1 \| Ena Shibahara \| 7 \| 6 \| \| \| 2 \| Anca Todoni \| 6 \| 63 \| 2 \| \| 2 \| Moyuka Uchijima \| 3 \| 7 \| 6 \| \| 3 \| Ilinca Amariei / Mara Gae \| 4 \| 2 \| \| \| 3 \| Shuko Aoyama / Eri Hozumi \| 6 \| 6 \| \| |                           |         |    |   |       |                  |
| 1 | Miriam Bulgaru            | 5       | 2  |   |       |                  |
| 1 | Ena Shibahara             | 7       | 6  |   |       |                  |
| 2 | Anca Todoni               | 6       | 63 | 2 |       |                  |
| 2 | Moyuka Uchijima           | 3       | 7  | 6 |       |                  |
| 3 | Ilinca Amariei / Mara Gae | 4       | 2  |   |       |                  |
| 3 | Shuko Aoyama / Eri Hozumi | 6       | 6  |   |       |                  |

#### Canadá vs. Japón
| | Bandera de Canadá            | Canadá | 1   | 2 | Japón | Bandera de Japón |
| --- | ---------------------------- | ------ | --- | - | ----- | ---------------- |
| Ariake Coliseum, Tokio, Japón 13 de abril de 2025 Dura (bajo techo) |                              |        |     |   |       |                  |
| \| 1 \| Victoria Mboko \| 6 \| 68 \| 7 \| \| 1 \| Ena Shibahara \| 4 \| 710 \| 5 \| \| 2 \| Marina Stakusic \| 3 \| 3 \| \| \| 2 \| Moyuka Uchijima \| 6 \| 6 \| \| \| 3 \| Kayla Cross / Rebecca Marino \| 3 \| 7 \| 2 \| \| 3 \| Shuko Aoyama / Ena Shibahara \| 6 \| 5 \| 6 \| |                              |        |     |   |       |                  |
| 1 | Victoria Mboko               | 6      | 68  | 7 |       |                  |
| 1 | Ena Shibahara                | 4      | 710 | 5 |       |                  |
| 2 | Marina Stakusic              | 3      | 3   |   |       |                  |
| 2 | Moyuka Uchijima              | 6      | 6   |   |       |                  |
| 3 | Kayla Cross / Rebecca Marino | 3      | 7   | 2 |       |                  |
| 3 | Shuko Aoyama / Ena Shibahara | 6      | 5   | 6 |       |                  |

### Grupo B

#### República Checa vs. Brasil
| | Bandera de República Checa          | República Checa | 2  | 1 | Brasil | Bandera de Brasil |
| --- | ----------------------------------- | --------------- | -- | - | ------ | ----------------- |
| RT TORAX Arena, Ostrava, República Checa 10 de abril de 2025 Dura (bajo techo) |                                     |                 |    |   |        |                   |
| \| 1 \| Marie Bouzková \| 6 \| 7 \| \| \| 1 \| Laura Pigossi \| 0 \| 63 \| \| \| 2 \| Linda Nosková \| 6 \| 6 \| \| \| 2 \| Beatriz Haddad Maia \| 4 \| 0 \| \| \| 3 \| Linda Nosková / Tereza Valentová \| 4 \| 64 \| \| \| 3 \| Beatriz Haddad Maia / Luisa Stefani \| 6 \| 7 \| \| |                                     |                 |    |   |        |                   |
| 1 | Marie Bouzková                      | 6               | 7  |   |        |                   |
| 1 | Laura Pigossi                       | 0               | 63 |   |        |                   |
| 2 | Linda Nosková                       | 6               | 6  |   |        |                   |
| 2 | Beatriz Haddad Maia                 | 4               | 0  |   |        |                   |
| 3 | Linda Nosková / Tereza Valentová    | 4               | 64 |   |        |                   |
| 3 | Beatriz Haddad Maia / Luisa Stefani | 6               | 7  |   |        |                   |

#### España vs. Brasil
| | Bandera de España              | España | 3 | 0 | Brasil | Bandera de Brasil |
| --- | ------------------------------ | ------ | - | - | ------ | ----------------- |
| RT TORAX Arena, Ostrava, República Checa 11 de abril de 2025 Dura (bajo techo) |                                |        |   |   |        |                   |
| \| 1 \| Sara Sorribes \| 6 \| 7 \| \| \| 1 \| Laura Pigossi \| 3 \| 5 \| \| \| 2 \| Jéssica Bouzas \| 6 \| 4 \| 6 \| \| 2 \| Beatriz Haddad Maia \| 3 \| 6 \| 4 \| \| 3 \| Cristina Bucșa / Sara Sorribes \| 6 \| 6 \| \| \| 3 \| Laura Pigossi / Luisa Stefani \| 3 \| 3 \| \| |                                |        |   |   |        |                   |
| 1 | Sara Sorribes                  | 6      | 7 |   |        |                   |
| 1 | Laura Pigossi                  | 3      | 5 |   |        |                   |
| 2 | Jéssica Bouzas                 | 6      | 4 | 6 |        |                   |
| 2 | Beatriz Haddad Maia            | 3      | 6 | 4 |        |                   |
| 3 | Cristina Bucșa / Sara Sorribes | 6      | 6 |   |        |                   |
| 3 | Laura Pigossi / Luisa Stefani  | 3      | 3 |   |        |                   |

#### República Checa vs. España
| | Bandera de República Checa          | República Checa | 1 | 2 | España | Bandera de España |
| --- | ----------------------------------- | --------------- | - | - | ------ | ----------------- |
| RT TORAX Arena, Ostrava, República Checa 12 de abril de 2025 Dura (bajo techo) |                                     |                 |   |   |        |                   |
| \| 1 \| Marie Bouzková \| 5 \| 1 \| \| \| 1 \| Cristina Bucșa \| 7 \| 6 \| \| \| 2 \| Linda Nosková \| 4 \| 2 \| \| \| 2 \| Jéssica Bouzas \| 6 \| 6 \| \| \| 3 \| Tereza Valentová / Dominika Šalková \| 6 \| 7 \| \| \| 3 \| Guiomar Maristany / Yvonne Cavallé \| 2 \| 5 \| \| |                                     |                 |   |   |        |                   |
| 1 | Marie Bouzková                      | 5               | 1 |   |        |                   |
| 1 | Cristina Bucșa                      | 7               | 6 |   |        |                   |
| 2 | Linda Nosková                       | 4               | 2 |   |        |                   |
| 2 | Jéssica Bouzas                      | 6               | 6 |   |        |                   |
| 3 | Tereza Valentová / Dominika Šalková | 6               | 7 |   |        |                   |
| 3 | Guiomar Maristany / Yvonne Cavallé  | 2               | 5 |   |        |                   |

### Grupo C

#### Eslovaquia vs. Dinamarca
| | Bandera de Eslovaquia                   | Eslovaquia | 3 | 0 | Dinamarca | Bandera de Dinamarca |
| --- | --------------------------------------- | ---------- | - | - | --------- | -------------------- |
| Peugeot Arena, Bratislava, Eslovaquia 11 de abril de 2025 Dura (bajo techo) |                                         |            |   |   |           |                      |
| \| 1 \| Viktória Hrunčáková \| 6 \| 6 \| \| \| 1 \| Rebecca Munk Mortensen \| 4 \| 3 \| \| \| 2 \| Rebecca Šramková \| 7 \| 5 \| 6 \| \| 2 \| Johanne Christine Svendsen \| 63 \| 7 \| 3 \| \| 3 \| Viktória Hrunčáková / Tereza Mihalíková \| 7 \| 5 \| 6 \| \| 3 \| Laura Brunkel / Emilie Francati \| 64 \| 7 \| 1 \| |                                         |            |   |   |           |                      |
| 1 | Viktória Hrunčáková                     | 6          | 6 |   |           |                      |
| 1 | Rebecca Munk Mortensen                  | 4          | 3 |   |           |                      |
| 2 | Rebecca Šramková                        | 7          | 5 | 6 |           |                      |
| 2 | Johanne Christine Svendsen              | 63         | 7 | 3 |           |                      |
| 3 | Viktória Hrunčáková / Tereza Mihalíková | 7          | 5 | 6 |           |                      |
| 3 | Laura Brunkel / Emilie Francati         | 64         | 7 | 1 |           |                      |

#### Estados Unidos vs. Dinamarca
| | Bandera de Estados Unidos        | Estados Unidos | 3 | 0 | Dinamarca | Bandera de Dinamarca |
| --- | -------------------------------- | -------------- | - | - | --------- | -------------------- |
| Peugeot Arena, Bratislava, Eslovaquia 12 de abril de 2025 Dura (bajo techo) |                                  |                |   |   |           |                      |
| \| 1 \| Hailey Baptiste \| 6 \| 6 \| \| \| 1 \| Rebecca Munk Mortensen \| 1 \| 4 \| \| \| 2 \| Bernarda Pera \| 6 \| 6 \| \| \| 2 \| Johanne Christine Svendsen \| 3 \| 1 \| \| \| 3 \| Desirae Krawczyk / Asia Muhammad \| 6 \| 6 \| \| \| 3 \| Laura Brunkel / Emilie Francati \| 4 \| 1 \| \| |                                  |                |   |   |           |                      |
| 1 | Hailey Baptiste                  | 6              | 6 |   |           |                      |
| 1 | Rebecca Munk Mortensen           | 1              | 4 |   |           |                      |
| 2 | Bernarda Pera                    | 6              | 6 |   |           |                      |
| 2 | Johanne Christine Svendsen       | 3              | 1 |   |           |                      |
| 3 | Desirae Krawczyk / Asia Muhammad | 6              | 6 |   |           |                      |
| 3 | Laura Brunkel / Emilie Francati  | 4              | 1 |   |           |                      |

#### Eslovaquia vs. Estados Unidos
| | Bandera de Eslovaquia             | Eslovaquia | 1 | 2 | Estados Unidos | Bandera de Estados Unidos |
| --- | --------------------------------- | ---------- | - | - | -------------- | ------------------------- |
| Peugeot Arena, Bratislava, Eslovaquia 13 de abril de 2025 Dura (bajo techo) |                                   |            |   |   |                |                           |
| \| 1 \| Renáta Jamrichová \| 3 \| 4 \| \| \| 1 \| Hailey Baptiste \| 6 \| 6 \| \| \| 2 \| Rebecca Šramková \| 62 \| 5 \| \| \| 2 \| Bernarda Pera \| 7 \| 7 \| \| \| 3 \| Tereza Mihalíková / Mia Pohánková \| 3 \| \| \| \| 3 \| Desirae Krawczyk / Asia Muhammad \| 0retiro \| \| \| |                                   |            |   |   |                |                           |
| 1 | Renáta Jamrichová                 | 3          | 4 |   |                |                           |
| 1 | Hailey Baptiste                   | 6          | 6 |   |                |                           |
| 2 | Rebecca Šramková                  | 62         | 5 |   |                |                           |
| 2 | Bernarda Pera                     | 7          | 7 |   |                |                           |
| 3 | Tereza Mihalíková / Mia Pohánková | 3          |   |   |                |                           |
| 3 | Desirae Krawczyk / Asia Muhammad  | 0retiro    |   |   |                |                           |

### Grupo D

#### Australia vs. Kazajistán
| | Bandera de Australia               | Australia | 1  | 2 | Kazajistán | Bandera de Kazajistán |
| --- | ---------------------------------- | --------- | -- | - | ---------- | --------------------- |
| Pat Rafter Arena, Brisbane, Australia 9 de abril de 2025 Dura (al aire libre) |                                    |           |    |   |            |                       |
| \| 1 \| Maya Joint \| 2 \| 1 \| \| \| 1 \| Yulia Putintseva \| 6 \| 6 \| \| \| 2 \| Kimberly Birrell \| 3 \| 64 \| \| \| 2 \| Elena Rybakina \| 6 \| 7 \| \| \| 3 \| Storm Hunter / Ellen Perez \| 6 \| 6 \| \| \| 3 \| Anna Danilina / Zhibek Kulambayeva \| 3 \| 4 \| \| |                                    |           |    |   |            |                       |
| 1 | Maya Joint                         | 2         | 1  |   |            |                       |
| 1 | Yulia Putintseva                   | 6         | 6  |   |            |                       |
| 2 | Kimberly Birrell                   | 3         | 64 |   |            |                       |
| 2 | Elena Rybakina                     | 6         | 7  |   |            |                       |
| 3 | Storm Hunter / Ellen Perez         | 6         | 6  |   |            |                       |
| 3 | Anna Danilina / Zhibek Kulambayeva | 3         | 4  |   |            |                       |

#### Kazajistán vs. Colombia
| | Bandera de Kazajistán                  | Kazajistán | 3 | 0 | Colombia | Bandera de Colombia |
| --- | -------------------------------------- | ---------- | - | - | -------- | ------------------- |
| Pat Rafter Arena, Brisbane, Australia 11 de abril de 2025 Dura (al aire libre) |                                        |            |   |   |          |                     |
| \| 1 \| Yulia Putintseva \| 6 \| 6 \| \| \| 1 \| Valentina Mediorreal \| 0 \| 1 \| \| \| 2 \| Elena Rybakina \| 6 \| 6 \| \| \| 2 \| Yuliana Lizarazo \| 1 \| 2 \| \| \| 3 \| Zarina Diyas / Zhibek Kulambayeva \| 6 \| 5 \| 6 \| \| 3 \| Yuliana Lizarazo / María Paulina Pérez \| 2 \| 7 \| 4 \| |                                        |            |   |   |          |                     |
| 1 | Yulia Putintseva                       | 6          | 6 |   |          |                     |
| 1 | Valentina Mediorreal                   | 0          | 1 |   |          |                     |
| 2 | Elena Rybakina                         | 6          | 6 |   |          |                     |
| 2 | Yuliana Lizarazo                       | 1          | 2 |   |          |                     |
| 3 | Zarina Diyas / Zhibek Kulambayeva      | 6          | 5 | 6 |          |                     |
| 3 | Yuliana Lizarazo / María Paulina Pérez | 2          | 7 | 4 |          |                     |

#### Australia vs. Colombia
| | Bandera de Australia                       | Australia | 3 | 0 | Colombia | Bandera de Colombia |
| --- | ------------------------------------------ | --------- | - | - | -------- | ------------------- |
| Pat Rafter Arena, Brisbane, Australia 12 de abril de 2025 Dura (al aire libre) |                                            |           |   |   |          |                     |
| \| 1 \| Maya Joint \| 6 \| 6 \| \| \| 1 \| Yuliana Monroy \| 1 \| 0 \| \| \| 2 \| Kimberly Birrell \| 6 \| 6 \| \| \| 2 \| Yuliana Lizarazo \| 1 \| 3 \| \| \| 3 \| Storm Hunter / Ellen Perez \| 6 \| 6 \| \| \| 3 \| Valentina Mediorreal / María Paulina Pérez \| 0 \| 1 \| \| |                                            |           |   |   |          |                     |
| 1 | Maya Joint                                 | 6         | 6 |   |          |                     |
| 1 | Yuliana Monroy                             | 1         | 0 |   |          |                     |
| 2 | Kimberly Birrell                           | 6         | 6 |   |          |                     |
| 2 | Yuliana Lizarazo                           | 1         | 3 |   |          |                     |
| 3 | Storm Hunter / Ellen Perez                 | 6         | 6 |   |          |                     |
| 3 | Valentina Mediorreal / María Paulina Pérez | 0         | 1 |   |          |                     |

### Grupo E

#### Polonia vs. Suiza
| | Bandera de Polonia              | Polonia | 3 | 0 | Suiza | Bandera de Suiza |
| --- | ------------------------------- | ------- | - | - | ----- | ---------------- |
| Radomskie Centrum Sportu, Radom, Polonia 10 de abril de 2025 Tierra batida (bajo techo) |                                 |         |   |   |       |                  |
| \| 1 \| Katarzyna Kawa \| 5 \| 6 \| 6 \| \| 1 \| Jil Teichmann \| 7 \| 4 \| 2 \| \| 2 \| Magda Linette \| 6 \| 6 \| \| \| 2 \| Viktorija Golubic \| 4 \| 3 \| \| \| 3 \| Maja Chwalińska / Martyna Kubka \| 6 \| 4 \| 6 \| \| 3 \| Céline Naef / Jil Teichmann \| 3 \| 6 \| 2 \| |                                 |         |   |   |       |                  |
| 1 | Katarzyna Kawa                  | 5       | 6 | 6 |       |                  |
| 1 | Jil Teichmann                   | 7       | 4 | 2 |       |                  |
| 2 | Magda Linette                   | 6       | 6 |   |       |                  |
| 2 | Viktorija Golubic               | 4       | 3 |   |       |                  |
| 3 | Maja Chwalińska / Martyna Kubka | 6       | 4 | 6 |       |                  |
| 3 | Céline Naef / Jil Teichmann     | 3       | 6 | 2 |       |                  |

#### Polonia vs. Ucrania
| | Bandera de Polonia                  | Polonia | 0  | 3 | Ucrania | Bandera de Ucrania |
| --- | ----------------------------------- | ------- | -- | - | ------- | ------------------ |
| Radomskie Centrum Sportu, Radom, Polonia 11 de abril de 2025 Tierra batida (bajo techo) |                                     |         |    |   |         |                    |
| \| 1 \| Katarzyna Kawa \| 1 \| 2 \| \| \| 1 \| Marta Kostyuk \| 6 \| 6 \| \| \| 2 \| Maja Chwalińska \| 64 \| 3 \| \| \| 2 \| Elina Svitolina \| 7 \| 6 \| \| \| 3 \| Maja Chwalińska / Martyna Kubka \| 61 \| 65 \| \| \| 3 \| Lyudmyla Kichenok / Nadiia Kichenok \| 7 \| 7 \| \| |                                     |         |    |   |         |                    |
| 1 | Katarzyna Kawa                      | 1       | 2  |   |         |                    |
| 1 | Marta Kostyuk                       | 6       | 6  |   |         |                    |
| 2 | Maja Chwalińska                     | 64      | 3  |   |         |                    |
| 2 | Elina Svitolina                     | 7       | 6  |   |         |                    |
| 3 | Maja Chwalińska / Martyna Kubka     | 61      | 65 |   |         |                    |
| 3 | Lyudmyla Kichenok / Nadiia Kichenok | 7       | 7  |   |         |                    |

#### Suiza vs. Ucrania
| | Bandera de Suiza                    | Suiza | 1  | 2    | Ucrania | Bandera de Ucrania |
| --- | ----------------------------------- | ----- | -- | ---- | ------- | ------------------ |
| Radomskie Centrum Sportu, Radom, Polonia 12 de abril de 2025 Tierra batida (bajo techo) |                                     |       |    |      |         |                    |
| \| 1 \| Céline Naef \| 6 \| 7 \| \| \| 1 \| Marta Kostyuk \| 4 \| 61 \| \| \| 2 \| Jil Teichmann \| 4 \| 2 \| \| \| 2 \| Elina Svitolina \| 6 \| 6 \| \| \| 3 \| Susan Bandecchi / Céline Naef \| 4 \| 6 \| [5] \| \| 3 \| Nadiia Kichenok / Katarina Zavatska \| 6 \| 3 \| [10] \| |                                     |       |    |      |         |                    |
| 1 | Céline Naef                         | 6     | 7  |      |         |                    |
| 1 | Marta Kostyuk                       | 4     | 61 |      |         |                    |
| 2 | Jil Teichmann                       | 4     | 2  |      |         |                    |
| 2 | Elina Svitolina                     | 6     | 6  |      |         |                    |
| 3 | Susan Bandecchi / Céline Naef       | 4     | 6  | [5]  |         |                    |
| 3 | Nadiia Kichenok / Katarina Zavatska | 6     | 3  | [10] |         |                    |

### Grupo F

#### Alemania vs. Países Bajos
| | Bandera de Alemania                  | Alemania | 0 | 3 | Países Bajos | Bandera de los Países Bajos |
| --- | ------------------------------------ | -------- | - | - | ------------ | --------------------------- |
| Sportcampus Zuiderpark, The Hague, Países Bajos 10 de abril de 2025 Tierra batida (al aire libre) |                                      |          |   |   |              |                             |
| \| 1 \| Jule Niemeier \| 3 \| 1 \| \| \| 1 \| Eva Vedder \| 6 \| 6 \| \| \| 2 \| Tatjana Maria \| 6 \| 3 \| 5 \| \| 2 \| Suzan Lamens \| 3 \| 6 \| 7 \| \| 3 \| Anna-Lena Friedsam / Laura Siegemund \| 65 \| 5 \| \| \| 3 \| Suzan Lamens / Demi Schuurs \| 7 \| 7 \| \| |                                      |          |   |   |              |                             |
| 1 | Jule Niemeier                        | 3        | 1 |   |              |                             |
| 1 | Eva Vedder                           | 6        | 6 |   |              |                             |
| 2 | Tatjana Maria                        | 6        | 3 | 5 |              |                             |
| 2 | Suzan Lamens                         | 3        | 6 | 7 |              |                             |
| 3 | Anna-Lena Friedsam / Laura Siegemund | 65       | 5 |   |              |                             |
| 3 | Suzan Lamens / Demi Schuurs          | 7        | 7 |   |              |                             |

#### Gran Bretaña vs. Alemania
| | Bandera del Reino Unido              | Gran Bretaña | 2 | 1 | Alemania | Bandera de Alemania |
| --- | ------------------------------------ | ------------ | - | - | -------- | ------------------- |
| Sportcampus Zuiderpark, The Hague, Países Bajos 11 de abril de 2025 Tierra batida (al aire libre) |                                      |              |   |   |          |                     |
| \| 1 \| Sonay Kartal \| 6 \| 6 \| \| \| 1 \| Jule Niemeier \| 4 \| 2 \| \| \| 2 \| Katie Boulter \| 1 \| 6 \| 6 \| \| 2 \| Tatjana Maria \| 6 \| 3 \| 1 \| \| 3 \| Harriet Dart / Olivia Nicholls \| 4 \| 1 \| \| \| 3 \| Anna-Lena Friedsam / Laura Siegemund \| 6 \| 6 \| \| |                                      |              |   |   |          |                     |
| 1 | Sonay Kartal                         | 6            | 6 |   |          |                     |
| 1 | Jule Niemeier                        | 4            | 2 |   |          |                     |
| 2 | Katie Boulter                        | 1            | 6 | 6 |          |                     |
| 2 | Tatjana Maria                        | 6            | 3 | 1 |          |                     |
| 3 | Harriet Dart / Olivia Nicholls       | 4            | 1 |   |          |                     |
| 3 | Anna-Lena Friedsam / Laura Siegemund | 6            | 6 |   |          |                     |

#### Gran Bretaña vs. Países Bajos
| | Bandera del Reino Unido       | Gran Bretaña | 2 | 1 | Países Bajos | Bandera de los Países Bajos |
| --- | ----------------------------- | ------------ | - | - | ------------ | --------------------------- |
| Sportcampus Zuiderpark, The Hague, Países Bajos 12 de abril de 2025 Tierra batida (al aire libre) |                               |              |   |   |              |                             |
| \| 1 \| Sonay Kartal \| 6 \| 4 \| 6 \| \| 1 \| Eva Vedder \| 4 \| 6 \| 1 \| \| 2 \| Katie Boulter \| 4 \| 3 \| \| \| 2 \| Suzan Lamens \| 6 \| 6 \| \| \| 3 \| Jodie Burrage / Katie Boulter \| 6 \| 6 \| \| \| 3 \| Suzan Lamens / Demi Schuurs \| 2 \| 2 \| \| |                               |              |   |   |              |                             |
| 1 | Sonay Kartal                  | 6            | 4 | 6 |              |                             |
| 1 | Eva Vedder                    | 4            | 6 | 1 |              |                             |
| 2 | Katie Boulter                 | 4            | 3 |   |              |                             |
| 2 | Suzan Lamens                  | 6            | 6 |   |              |                             |
| 3 | Jodie Burrage / Katie Boulter | 6            | 6 |   |              |                             |
| 3 | Suzan Lamens / Demi Schuurs   | 2            | 2 |   |              |                             |